# 安田邨
安田邨（英語：On Tin Estate）位於香港觀塘藍田安田街，是香港房屋委員會轄下的公共屋邨之一；屋邨命名取自所在的街道 - 安田街。

## 歷史簡介
安田邨前身為藍田邨第15座，在1970年落成，約在1998年展開清拆工程，屬於藍田邨重建計劃第六期。
藍田邨第15座拆卸後，原址計劃興建兩座新十字型大廈、基座為購物中心及公共運輸交匯處的建築，建築工程承辦商為瑞安承建有限公司，2000年11月開始施工，於2004年10月竣工。原本打算作居屋出售，後因停售居屋而改作出租公屋。
安田邨有兩座樓宇──安健樓和安麗樓，基座為啟田商場新翼（值得一提是啟田新翼原本擬於2001年落成，唯某些原因而延至2004年才落成。而安田邨則預計於2004年4月落成，最終於同年10月落成），地面則為平田公共運輸交匯處，包括一個巴士總站和一個小巴總站。

## 屋邨資料

### 樓宇
| 樓宇名稱（座號） | 門牌號碼   | 樓宇類型                    | 落成年份 | 層數 | 每層伙數 | 每座單位總數（伙） | 承建商           | 提供升降機的廠商 | 期數                 |
| ---------------- | ---------- | --------------------------- | -------- | ---- | -------- | ------------------ | ---------------- | ---------------- | -------------------- |
| 安健樓（第1座）  | 安田街39號 | 新十字型 （1999年改良版本） | 2004年   | 36   | 10       | 360                | 瑞安承建有限公司 | 奧的斯           | 6 （藍田邨重建計劃） |
| 安麗樓（第2座）  | 安田街35號 | 新十字型 （1999年改良版本） | 2004年   | 36   | 10       | 360                | 瑞安承建有限公司 | 奧的斯           | 6 （藍田邨重建計劃） |

### 設施
- 啟田商場新翼
  - 7-11便利店
- 停車場

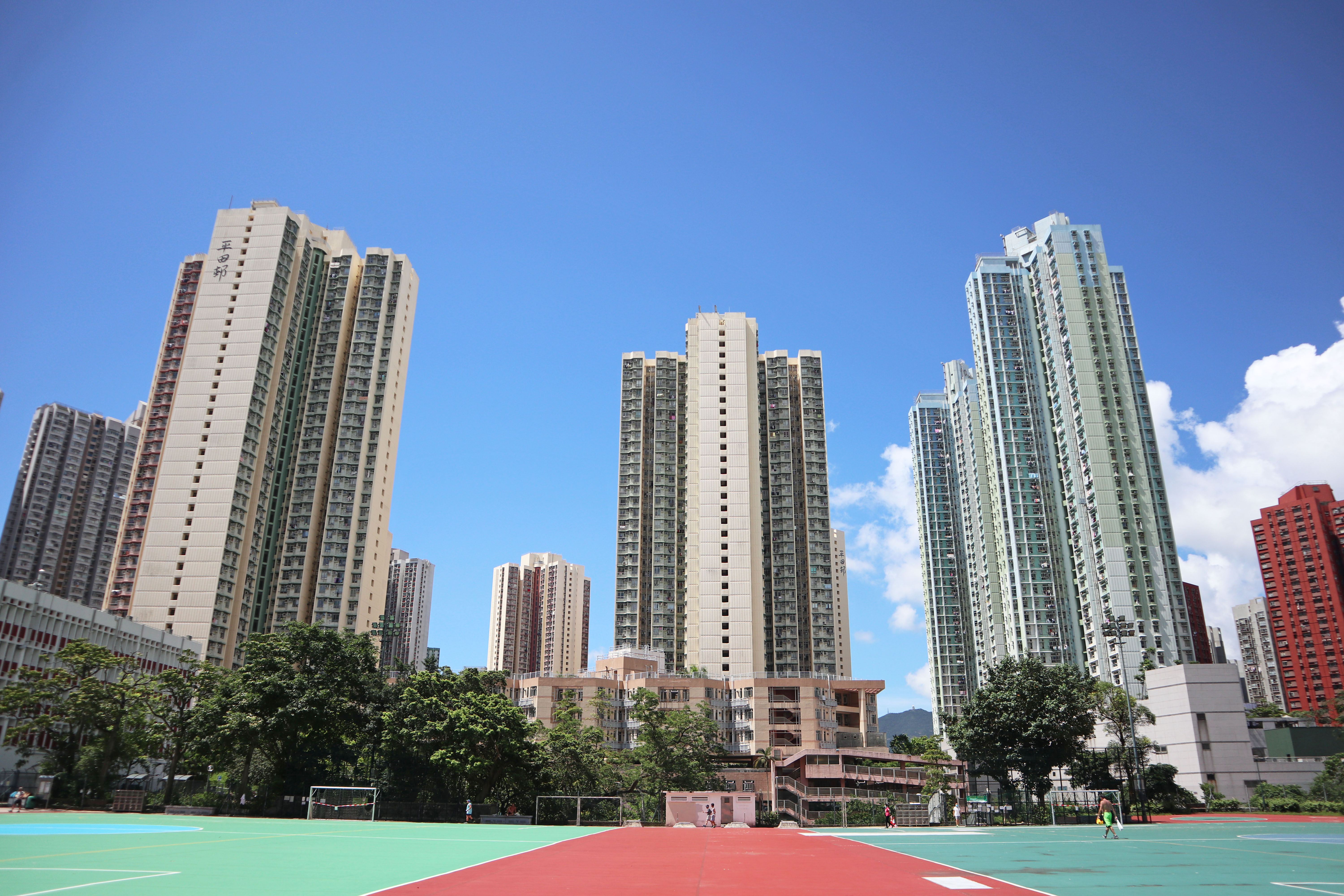
安田邨及平田邨外貌
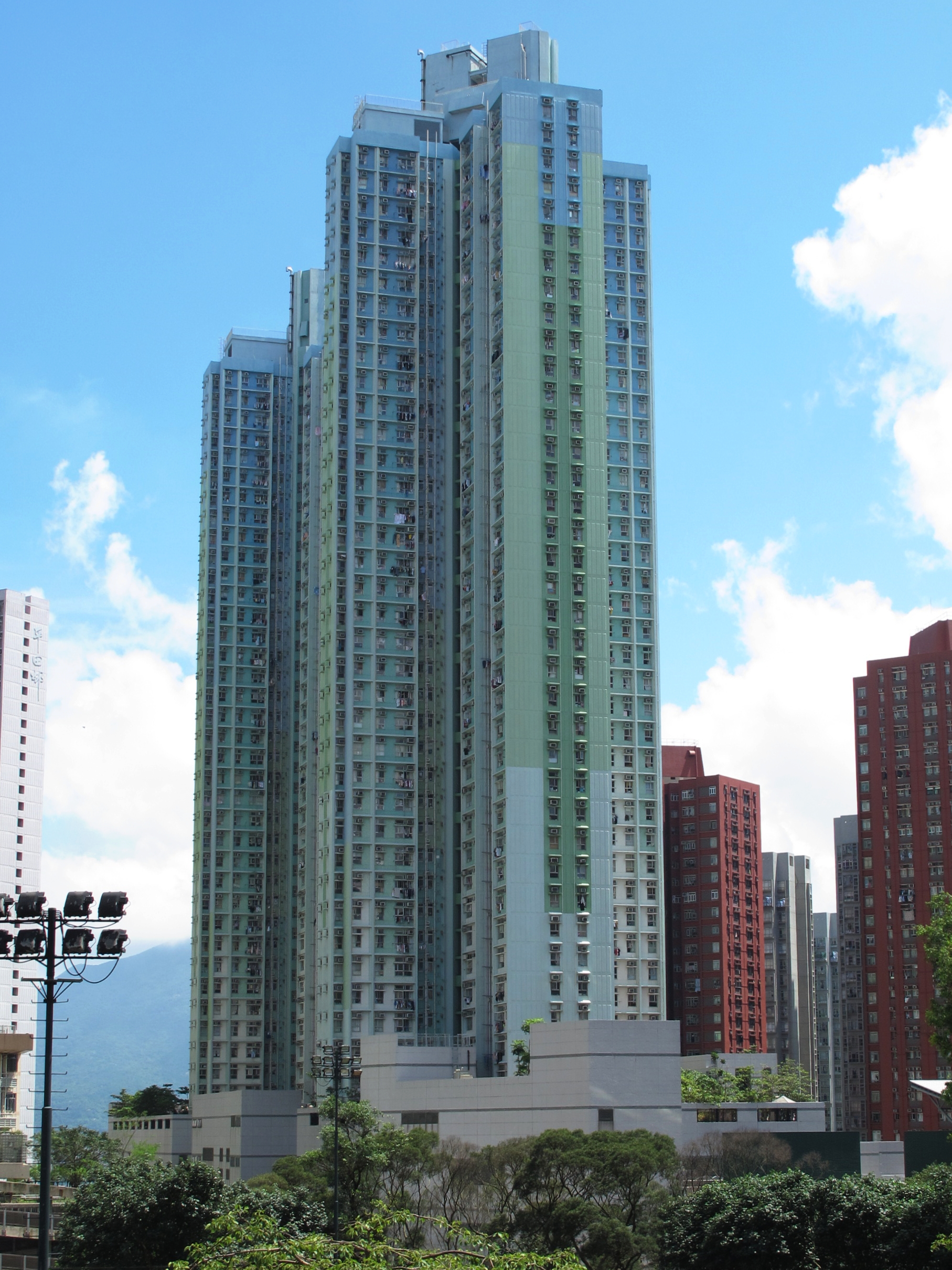
安田邨側面
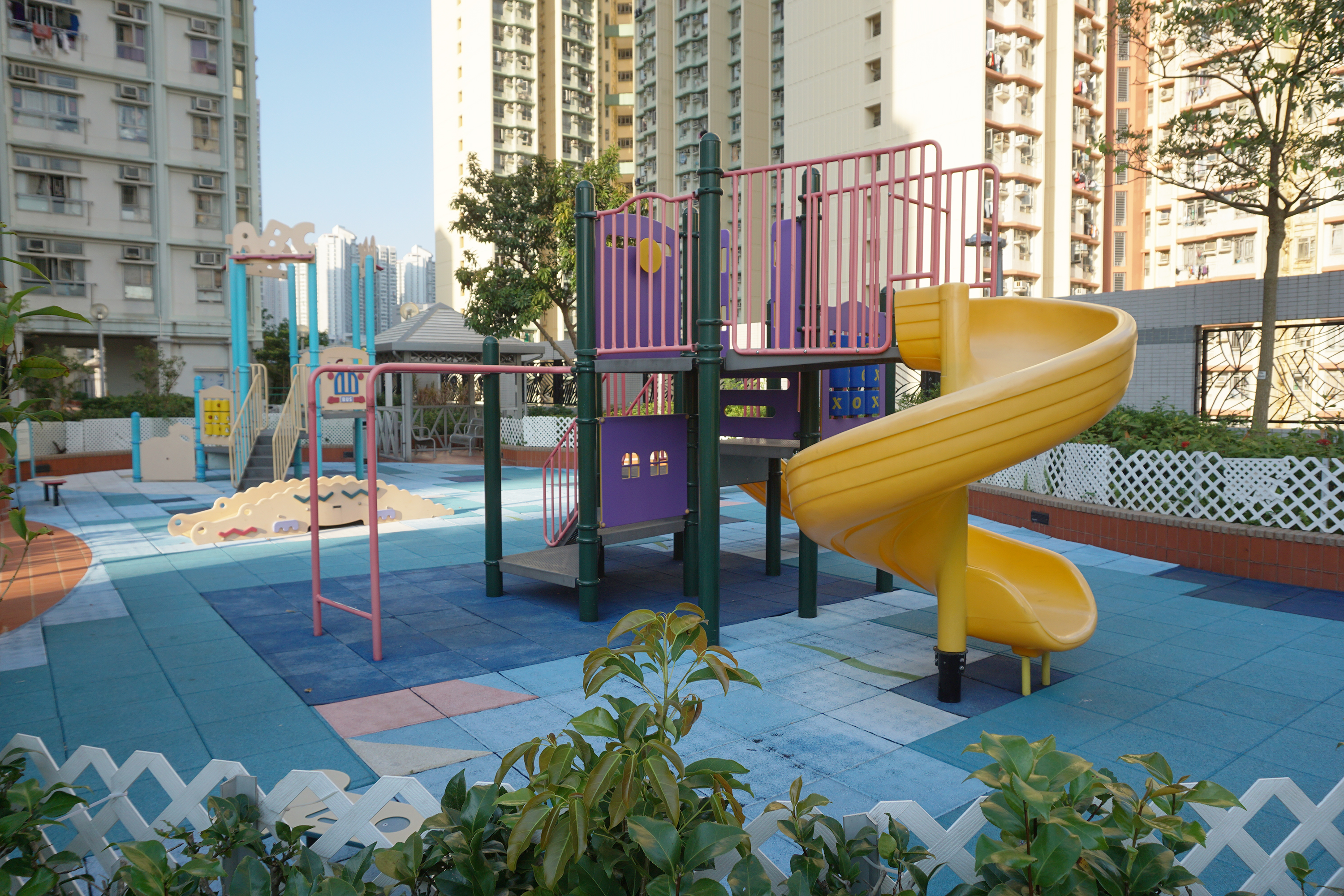
兒童遊樂場（2）及涼亭
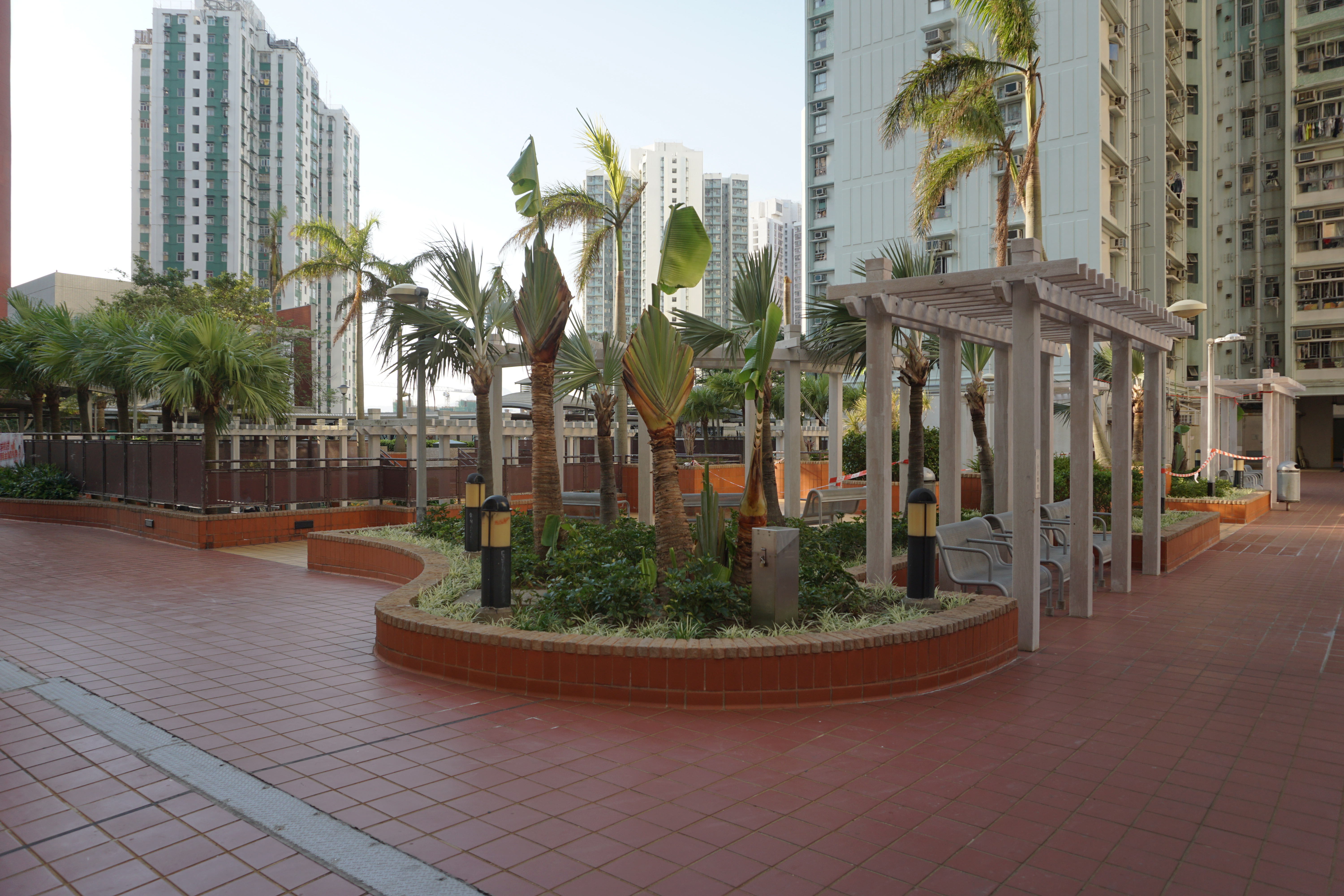
園景
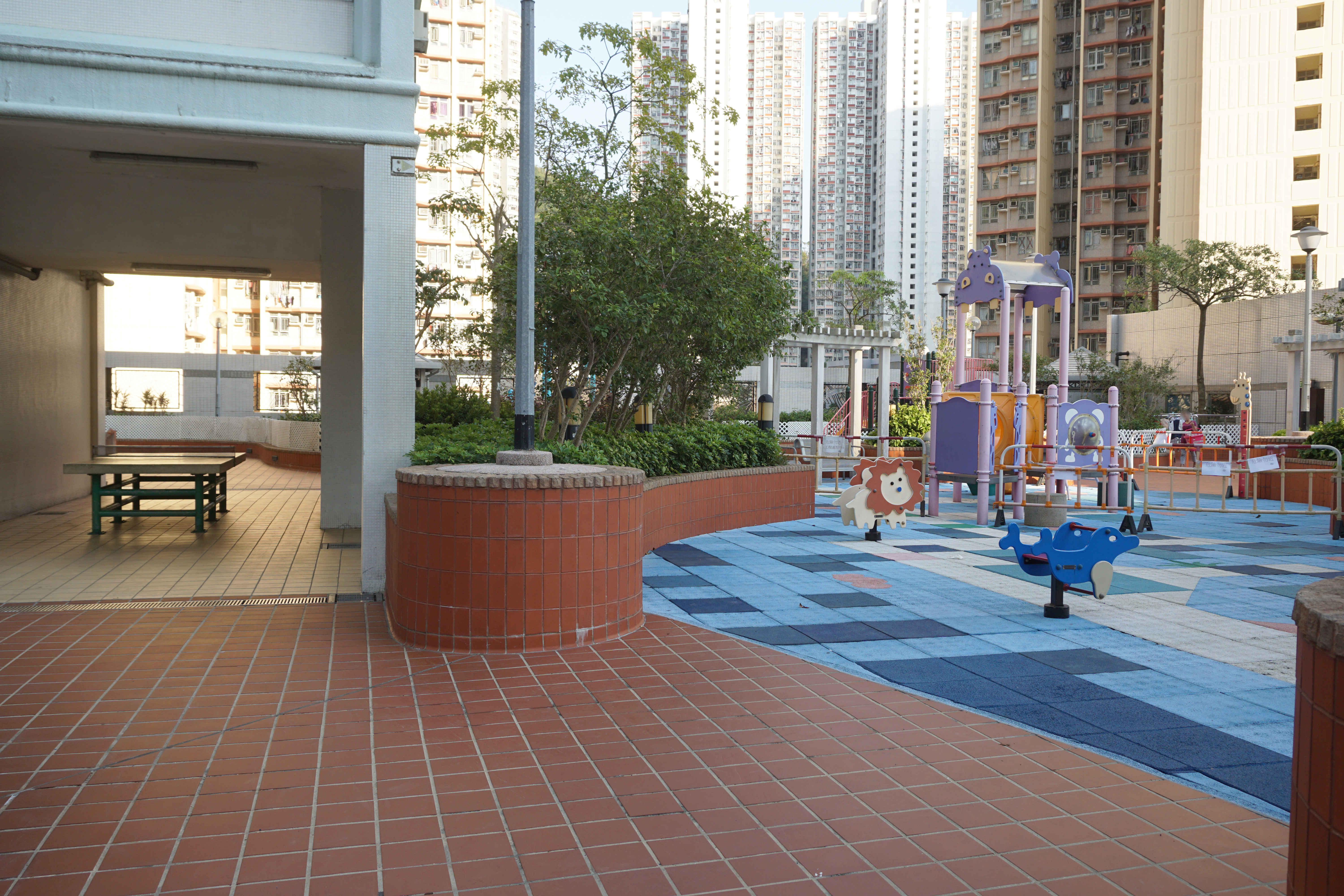
乒乓球枱及兒童遊樂場
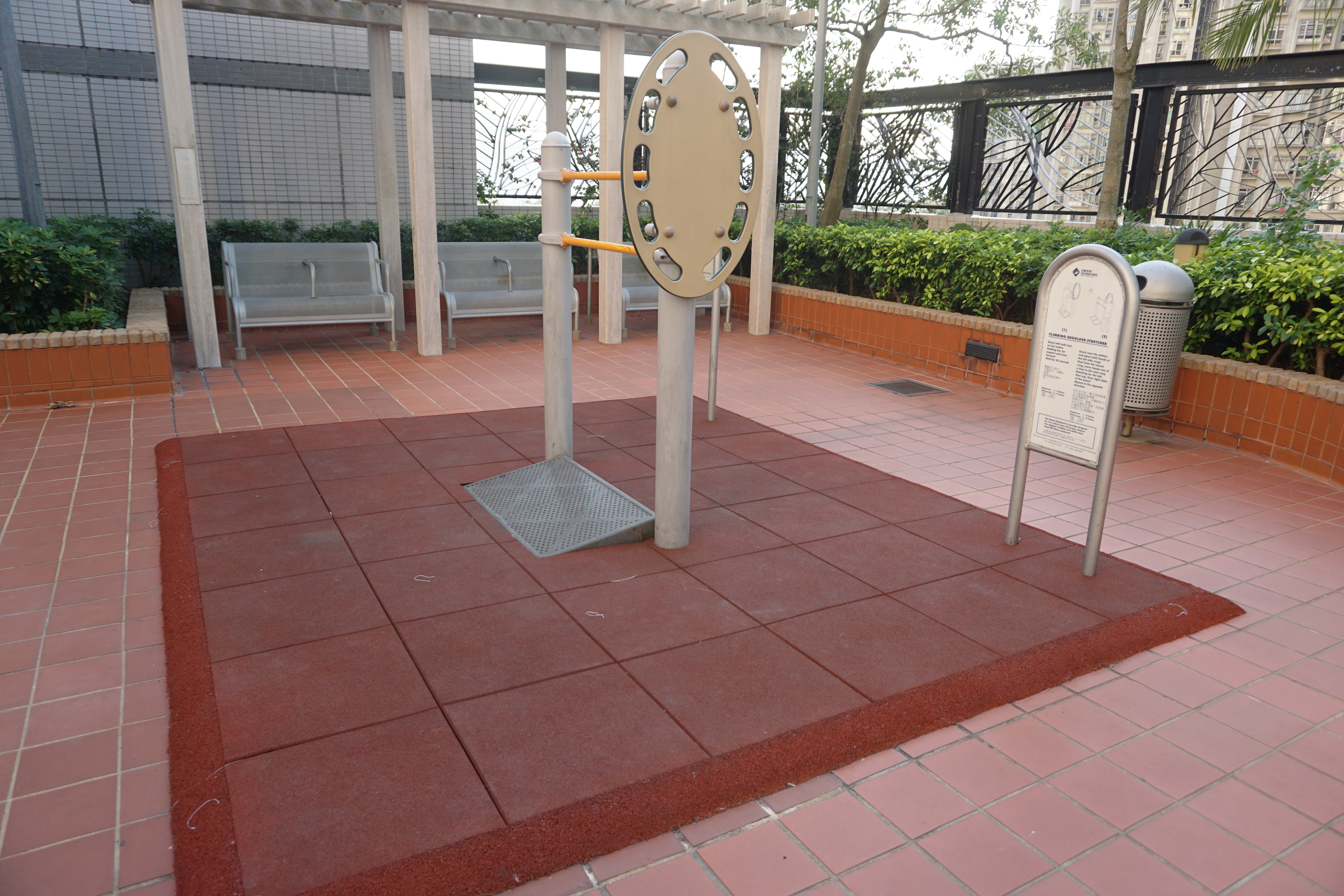
小型健體區
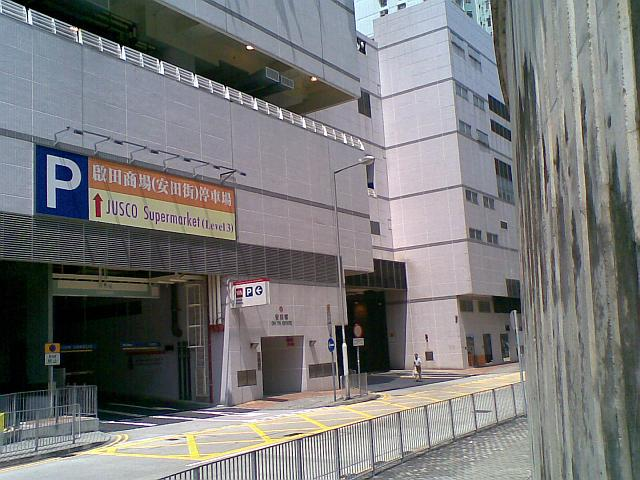
停車場

## 藍田邨重建後所分拆的其他屋邨
- 啟田邨
- 平田邨
- 藍田邨（2009年起所落成之新廈）

## 外部連結
- 房屋委員會安田邨資料 （页面存档备份，存于）